# Nik Lorbek
Nik Lorbek (17 aprile 1996) è un calciatore sloveno, centrocampista svincolato.

## Carriera

### Club
Cresciuto calcisticamente nelle giovanili del Maribor, nel 2017 viene acquistato dal NŠ Mura, dove rimane per due stagioni, giocando la prima in seconda divisione e la seconda in massima serie. Nell'estate del 2019 viene acquistato dall'Union Saint-Gilloise, formazione militante nella seconda divisione belga. In due stagioni trova poco spazio, nella stagione 2018-2019 gioca solamente 8 partite in campionato, mentre nella stagione successiva, pur non scendendo mai in campo, vince il campionato di seconda divisione. Nel 2021 fa ritorno al NŠ Mura.

### Nazionale
Ha militato nelle varie nazionali giovanili slovene, dall'Under-16 all'Under-19.

## Statistiche

### Presenze e reti nei club
Statistiche aggiornate al 28 ottobre 2021.
| Stagione                    | Squadra                     | Campionato                  | Campionato | Campionato | Coppe nazionali | Coppe nazionali | Coppe nazionali | Coppe continentali | Coppe continentali | Coppe continentali | Altre coppe | Altre coppe | Altre coppe | Totale | Totale |
| Stagione                    | Squadra                     | Comp                        | Pres       | Reti       | Comp            | Pres            | Reti            | Comp               | Pres               | Reti               | Comp        | Pres        | Reti        | Pres   | Reti   |
| --------------------------- | --------------------------- | --------------------------- | ---------- | ---------- | --------------- | --------------- | --------------- | ------------------ | ------------------ | ------------------ | ----------- | ----------- | ----------- | ------ | ------ |
| 2017-2018                   | NŠ Mura                     | 2.SNL                       | 26         | 2          | CS              | 3               | 0               |                    | -                  | -                  |             | -           | -           | 29     | 2      |
| 2018-2019                   | NŠ Mura                     | 1.SNL                       | 33         | 3          | CS              | 6               | 1               |                    | -                  | -                  |             | -           | -           | 39     | 4      |
| Totale NŠ Mura              | Totale NŠ Mura              | Totale NŠ Mura              | 59         | 5          |                 | 9               | 1               |                    | -                  | -                  |             | -           | -           | 68     | 6      |
| 2019-2020                   | Union Saint-Gilloise        | D2                          | 8          | 0          | CB              | 3               | 0               |                    | -                  | -                  |             | -           | -           | 11     | 0      |
| 2020-2021                   | Union Saint-Gilloise        | D2                          | 0          | 0          | CB              | 0               | 0               |                    | -                  | -                  |             | -           | -           | 0      | 0      |
| Totale Union Saint-Gilloise | Totale Union Saint-Gilloise | Totale Union Saint-Gilloise | 8          | 0          |                 | 3               | 0               |                    | -                  | -                  |             | -           | -           | 11     | 0      |
| 2021-2022                   | NŠ Mura                     | 1.SNL                       | 9          | 0          | CS              | 1               | 0               | UCL+UEL+UECL       | 0+2+3              | 0                  |             | -           | -           | 15     | 0      |
| Totale carriera             | Totale carriera             | Totale carriera             | 76         | 5          |                 | 13              | 1               |                    | 5                  | 0                  |             | -           | -           | 94     | 6      |

## Palmarès

### Club

#### Competizioni nazionali
- Campionato sloveno di seconda divisione: 1

NŠ Mura: 2017-2018
- Campionato belga di seconda divisione: 1

Union Saint-Gilloise: 2020-2021